# مقاطعة بلو إرث (مينيسوتا)
مقاطعة بلو إرث (بالإنجليزية: Blue Earth County)‏ هي إحدى مقاطعات ولاية مينيسوتا في الولايات المتحدة الأمريكية.

## أعلام
- فريدريك روسل بورنهام
- هوارد بيرنهام